# Молодіжненська селищна рада (Сімферопольський район)
Молоді́жненська се́лищна ра́да — адміністративно-територіальна одиниця та орган місцевого самоврядування в Сімферопольському районі Автономної Республіки Крим. Адміністративний центр — селище міського типу Молодіжне.

## Загальні відомості
- Населення ради: 7 361 особа (станом на 2001 рік)

## Населені пункти
Селищній раді підпорядковані населені пункти:
- с-ще Молодіжне
- с. Сонячне

## Склад ради
Рада складається з 35 депутатів та голови.
- Голова ради: Басенко Ольга Леонидівна

### Керівний склад попередніх скликань
| Прізвище, ім'я, по батькові   | Основні відомості                                                        | Дата обрання | Дата звільнення |
| ----------------------------- | ------------------------------------------------------------------------ | ------------ | --------------- |
| Йолкин Олександр Вікторович   | Селищний голова, 1957 року народження, безпартійний                      | 26.03.2006   | 31.10.2010      |
| Петрачков Віталій Валерійович | Селищний голова, 1976 року народження, освіта вища, член Партії регіонів | 31.10.2010   | 16.12.2012      |
| Басенко Ольга Леонидівна      | Селищний голова, 1953 року народження, освіта вища, член Партії регіонів | 16.12.2012   |                 |

Примітка: таблиця складена за даними сайту Верховної Ради України

### Депутати
За результатами місцевих виборів 2010 року депутатами ради стали:

#### За суб'єктами висування
| Суб'єкт висування           | Кількість обраних депутатів | %    |
| --------------------------- | --------------------------- | ---- |
| Партія регіонів             | 25                          | 71,4 |
| Самовисування               | 9                           | 25,7 |
| Комуністична партія України | 1                           | 2,9  |

#### За округами
| № округу                    | Прізвище, ім'я, по батькові        | Дата визнання обраним | Освіта             | Партійна приналежність                  | Відомості про обраного депутата                                        |
| --------------------------- | ---------------------------------- | --------------------- | ------------------ | --------------------------------------- | ---------------------------------------------------------------------- |
| Комуністична партія України |                                    |                       |                    |                                         |                                                                        |
| 2                           | Лапшина Ольга Борисівна            | 02.11.2010            | вища               | позапартійна                            | ВАТ «САТП-1201», голова правлення                                      |
| Партія регіонів             |                                    |                       |                    |                                         |                                                                        |
| 1                           | Уварова Надія Федорівна            | 02.11.2010            | вища               | член Партії регіонів                    | телерадіокомпанія «Крим», бухгалтер                                    |
| 3                           | Павліченко Ольга Миколаївна        | 02.11.2010            | вища               | член Партії регіонів                    | тимчасово не працює                                                    |
| 4                           | Паламарчук В'ячеслав Володимирович | 02.11.2010            | вища               | член Партії регіонів                    | ТОВ «Укрсервісагроснаб», директор                                      |
| 5                           | Кореневская Ніна Емелянівна        | 02.11.2010            | середня            | член Партії регіонів                    | пенсіонер                                                              |
| 6                           | Саможена Марія Олексіївна          | 02.11.2010            | середня            | член Партії регіонів                    | пенсіонер                                                              |
| 7                           | Письменна Лариса Мойсеївна         | 07.04.2013            | середня спеціальна | позапартійна                            | пенсіонер                                                              |
| 8                           | Лаврушкіна Раїса Федорівна         | 02.11.2010            | вища               | член Партії регіонів                    | МЗШ № 2, директор                                                      |
| 9                           | Єгорова Надія Анатоліївна          | 02.11.2010            | середня            | член Партії регіонів                    | тимчасово не працює                                                    |
| 10                          | Дігтяр Галина Іванівна             | 02.11.2010            | середня            | член Партії регіонів                    | Молодіжненська селищна рада, бухгалтер                                 |
| 11                          | Незбудій Микола Олександрович      | 02.11.2010            | вища               | член Партії регіонів                    | ТОВ «Манєбор»                                                          |
| 12                          | Кудрявцева Світлана Семенівна      | 02.11.2010            | вища               | позапартійна                            | Лінійний відділ аеропорту Сімферопольського, інспектор сектора догляду |
| 13                          | Синяшин Олег Олександрович         | 02.11.2010            | вища               | член Партії регіонів                    | ПАО приватне акціонерне суспільство МТС Україна, інженер               |
| 14                          | Іванов Юрій Сергійович             | 03.03.2013            | вища               | член Партії регіонів                    | ПП «ИВКО», директор                                                    |
| 15                          | Гур'янова Маргарита Іванівна       | 02.11.2010            | вища               | член Партії регіонів                    | пенсіонер                                                              |
| 16                          | Афонченко Стефанида Гергівна       | 02.11.2010            | середня            | член Партії регіонів                    | ТОВ «Кримтеплиця», тепличниця                                          |
| 17                          | Титов Роман Олександрович          | 02.11.2010            | вища               | член Партії регіонів                    | ТОВ «Кримтеплиця», агроном                                             |
| 18                          | Желновач Анатолій Володимирович    | 02.11.2010            | середня            | член Партії регіонів                    | Сімферопольський винзавод, механік                                     |
| 20                          | Костенкова Наталля Миколаївна      | 02.11.2010            | вища               | член Партії регіонів                    | Молодіжненська селищна рада, бухгалтер                                 |
| 21                          | Туровська Світлана Федорівна       | 02.11.2010            | вища               | член Партії регіонів                    | приватний підприємець                                                  |
| 23                          | Османова Муніра Енверовна          | 02.11.2010            | вища               | позапартійна                            | ДК смт. Молодіжне, завидуючий дит. сектором                            |
| 31                          | Лихачова Світлана Олександрівна    | 02.11.2010            | середня            | член Партії регіонів                    | АЗС «Канон», оператор                                                  |
| 32                          | Тащиєва Ірина Миколаївна           | 02.11.2010            | середня            | член Партії регіонів                    | фельдшерсько-акушерський пункт с. Сонячне, фельдшер                    |
| 33                          | Ковтун Володимир Іванович          | 02.11.2010            | вища               | член Партії регіонів                    | тимчасово не працює                                                    |
| 34                          | Кондрашова Алла Андріївна          | 02.11.2010            | середня            | член Партії регіонів                    | Молодіжненська амбулаторія, медична сестра                             |
| 35                          | Резанович Валентина Степанівна     | 02.11.2010            | середня            | член Партії регіонів                    | ДВЗ «Гвоздичка», охоронець                                             |
| Самовисування               |                                    |                       |                    |                                         |                                                                        |
| 19                          | Поляков Сергій Миколайович         | 02.11.2010            | вища               | член Політичної партії «Сильна Україна» | Кримська митниця, м. Сімферополь, водій ХЄО відділу                    |
| 22                          | Матвієнко Сергій Олександрович     | 02.11.2010            | вища               | член Політичної партії «Руська Єдність» | КП «Молодіжне-1», інженер                                              |
| 24                          | Бекірова Ліля Зіяєвна              | 02.11.2010            | вища               | позапартійна                            | ВАТ «Агрокомплект», голова правління                                   |
| 25                          | Абібулаєв Енвер Кудузович          | 02.11.2010            | вища               | позапартійний                           | ГУ МВВС України в АР Крим, приймальник-розподільник                    |
| 26                          | Джепарова Аліє                     | 02.11.2010            | середня            | позапартійна                            | тимчасово не працює                                                    |
| 27                          | Менсітов Єльдар Кемалович          | 02.11.2010            | середня            | позапартійний                           | приватний підприємець                                                  |
| 28                          | Умєров Руслан Джаферович           | 02.11.2010            | середня            | позапартійний                           | тимчасово не працює                                                    |
| 29                          | Деркач Володимир Володимирович     | 02.11.2010            | вища               | позапартійний                           | ТОВ «Неаполь», директор                                                |
| 30                          | Шелудько Микола Петрович           | 02.11.2010            | вища               | позапартійний                           | СТ «Садовод», голова правління                                         |